# Le Livre noir (Orhan Pamuk)
Le Livre noir (en turc : Kara Kitap) est un roman d'Orhan Pamuk publié à Istanbul, aux éditions İletişim Yayınları, en 1990.
L'œuvre est traduite en français aux éditions Gallimard en 1994.

## Résumé
Galip, jeune avocat stambouliote, se lance à la recherche de sa femme Ruya (littéralement «Rêve» en turc), qu'il aime depuis l'enfance et qui a disparu en lui laissant pour seul indice une lettre mystérieuse. Pendant une semaine, jour et nuit, il parcourt la ville. Tour à tout persuadé qu'il ne s'agit que d'un jeu et angoissé de ne pouvoir la retrouver, il rappelle à sa mémoire de lointains souvenirs du passé militant de Ruya. Il relit inlassablement les écrits de Djélâl, le demi-frère de sa femme, un journaliste du Milliyet et un homme réservé que Galip ne peut s'empêcher d'admirer et qui, étrange coïncidence, semble avoir lui aussi disparu.
Galip commence à recevoir des appels téléphoniques mystérieux d'un des fans de Djélâl, qui possède une connaissance étonnante des écrits du chroniqueur. Plus tard, d'après certaines révélations, il s'avère que le fan est le mari jaloux d'une femme avec qui Djélâl aurait une liaison. En outre, cet homme singulier aurait suivi Galip dans Istanbul dans une tentative de trouver Djélâll grâce à lui.
Double quête étrange, le récit devient une remise en question de toutes les certitudes. Malgré lui, Galup doit redéfinir sa propre identité et celle de sa ville, Istanbul, qui, pendant la saison froide s'avère, comme rarement, un décor enneigé, boueux et ambigu.